# ماريو بوزو
ماريو جيانلويجي بوزو (بالإنجليزية: Mario Gianluigi Puzo) (15 أكتوبر 1920 – 2 يوليو 1999) هو كاتب وروائي أمريكي، اشتهر برواياته عن المافيا، ومن أشهرها رواية العراب والتي اقتبسها وأخرجها للسينما المخرج فرانسيس فورد كوبولا.

## السيرة الشخصية
بعد تخرجه من جامعة نيويورك، التحق بالقوات الجوية الأمريكية خلال الحرب العالمية الثانية، غير أنه لم يستطع القتال بسبب ضعف بصره و تم إرساله كضابط علاقات عامة بأوروبا و استقر بألمانيا.
بعد نهاية الحرب، عاد ماريو لنيويورك حيث التحق بالمدرسة الجديدة للأبحاث الاجتماعية بجامعة كولومبيا.

## حياته الخاصة
تزوّج بوزو من امرأة ألمانية تُدعى إريكا لينا بروسكه، وأنجب منها خمسة أطفال. وعندما توفيت إريكا بسرطان الثدي عام 1978 عن عمر يناهز 57 عامًا، أصبحت ممرضتها، كارول جينو، رفيقته.

## أعماله
تعتبر رواية العراب من الروائع الأدبية التي شهدتها البشرية، وقيل أنه عكف على كتابتها في مدة تتراوح بين ست إلى سبع سنوات، تم تحويل الرواية إلى فيلم العراب الذي يتكون من ثلاث اجزاء واخرج الفلم عام 1972 بطولة الممثل آل باتشينووحصل على الأكاديمي أوارد.ثم الجزء الثاني عام 1974أيضاً حصل على الأكاديمي اوارد، ثم الجزء الأخير من الثلاثية عام 1990.

### الروايات
- الساحة المظلمة (1955  [لغات أخرى]‏)
- الحاج المحظوظ (1965  [لغات أخرى]‏)
- The Runaway Summer of Davie Shaw (1966)
- Six Graves to Munich (1967  [لغات أخرى]‏), as Mario Cleri
- العراب (1969)
- Fools Die (1978)
- الصقلي  [لغات أخرى]‏ (1984  [لغات أخرى]‏) تتمة to العراب (رواية)
- The Fourth K (1991  [لغات أخرى]‏)
- The Last Don (1996  [لغات أخرى]‏)
- أومرتا (2000  [لغات أخرى]‏)
- The Family (2001  [لغات أخرى]‏) (completed by Puzo's longtime girlfriend Carol Gino)

### Nonfiction
- The Godfather Papers and Other Confessions (1972)
- Inside Las Vegas (1977  [لغات أخرى]‏)

### قصص قصيرة
- "The Last Christmas" (1950)

### السيناريوهات
- العراب (1972)
- العراب: الجزء الثاني (1974)
- الزلزال (1974)
- سوبرمان (فيلم 1978) (1978)
- سوبرمان 2 (1980)
- العراب: الجزء الثالث (1990)
- Christopher Columbus: The Discovery (1992)

## وصلات خارجية
- ماريو بوزو على موقع IMDb (الإنجليزية)
- ماريو بوزو على موقع الموسوعة البريطانية (الإنجليزية)
- ماريو بوزو على موقع مونزينجر (الألمانية)
- ماريو بوزو على موقع ألو سيني (الفرنسية)
- ماريو بوزو على موقع ميوزك برينز (الإنجليزية)
- ماريو بوزو على موقع أول موفي (الإنجليزية)
- ماريو بوزو على موقع قاعدة بيانات الأفلام السويدية (السويدية)
- ماريو بوزو على موقع إن إن دي بي (الإنجليزية)
- ماريو بوزو على موقع قاعدة بيانات الفيلم (الإنجليزية)
- ماريو بوزو على موقع كينوبويسك (الروسية)
- FreshAir Interview - Audio interview from Fresh Air. Originally broadcast July 25, 1996.
- Mario Puzo at the قاعدة بيانات الأفلام على الإنترنت
- Mario Puzo biography
- The Official Mario Puzo Library
- "Saying Goodbye to Mario Puzo" نسخة محفوظة 24 فبراير 2020 على موقع واي باك مشين.، an affectionate recollection of Mario Puzo written by his friend Jules Siegel on being notified of his death.